# 大坪由佳
大坪由佳（日语：／ Ōtsubo Yuka，1993年6月11日—），日本女性配音員。隸屬於EARLY WING。出身於千葉縣。

## 人物
- 身高163cm，血型為O型[2]。

## 演出作品
※粗體字代表主要角色。

### 電視動畫
2011年
- 輕鬆百合（歲納京子）

2012年
- 櫻花莊的寵物女孩（中野乙羽）
- 北極熊Café（豪豬粉絲俱樂部）
- 只要妳說妳愛我（女學生）
- 襲來！美少女邪神（暮井珠緒）
- 星光少女 Dear My Future（夢美）
- 輕鬆百合♪♪（歲納京子）

2013年
- 漫研社（蛯原愛）
- 我女友與青梅竹馬的慘烈修羅場（赤野芽衣、女學生A、女性工作人員）
- Vividred Operation（三枝若葉）
- 襲來！美少女邪神W（暮井珠緒）
- 兩人是少女福爾摩斯（白怪盗）
- 我要成為世界最強偶像（菅野七海）

2014年
- GO！GO！575（正岡小豆[3]）
- 農林（鈴木燈〈BIO鈴木〉）
- Wake Up, Girls!（岩崎志保）
- 惡魔的謎語（番場真昼、番場真夜）
- 犬神同學和貓山同學（柊木秋）
- 漫研社－妄想災難－（蛯原愛）
- 花舞少女（西御門多美）
- 桃心之劍（花梨）

2015年
- 艦隊Collection（北上、大井）
- 偶像大師 灰姑娘女孩（三村加奈子）
- 輕鬆百合 夏日時光！+（歲納京子）
- 輕鬆百合 3☆High！（歲納京子）

2016年
- HUNDRED百武裝戰記（芮緹雅·聖艾米莉翁[4]）
- 月歌。THE ANIMATION（元宮祭莉）
- 灼熱桌球娘（田口蒲公英、羽無公子）

2017年
- 漫研社～surgical friends～（蛯原愛、遺族女性A、奈奈、墮入黑暗的愛）
- 鎖鏈戰記 ～赫克瑟塔斯之光～（洛洛）
- 清戀（宇野小春）
- 戀愛暴君（椎名茉莉）
- 偶像大師 灰姑娘女孩劇場（三村加奈子）
- 怪怪守護神（美砂美沙子、越坂部優）
- 國王遊戲 The Animation（城川真美）
- 小松先生 第二期（奈奈美、小孩）
- Wake Up, Girls! 新章（岩崎志保）
- 偶像大師 灰姑娘女孩劇場 2nd SEASON（三村加奈子）

2018年
- citrus～柑橘味香氣～（真奈美）
- 賽馬娘 Pretty Derby（大樹快車）
- 卡利古拉（索恩）
- 深夜！天才妙老爹（櫃台小姐）
- 偶像大師 灰姑娘女孩劇場 3rd SEASON（三村加奈子）

2019年
- 偶像大師 灰姑娘女孩劇場 CLIMAX SEASON（三村加奈子）
- 為什麼老師會在這裡！？（松風紗耶）

2020年
- 超異域公主連結 Re:Dive（忍）
- 八男？別鬧了！（奧斯卡）
- 賽馬娘四格（大樹快車）

2021年
- Hortensia SAGA 蒼之騎士團（特蕾西婭／貝娜黛特·歐貝魯）
- Tropical-Rouge！光之美少女（角田正美）

2022年
- 少女前線（干擾者）
- 超異域公主連結 Re:Dive Season 2（忍）
- 闇影詩章F（美鬼忍）
- 彼得·格里爾的賢者時間 Super Extra（雌性哥布林、塞爾羅斯）

2023年
- 艦隊Collection 總有一天，在那片海（伊勢、日向、北上、華盛頓）

### 劇場動畫
2014年
- Wake Up, Girls! 七位偶像（岩崎志保）

2015年
- Wake Up, Girls! 青春之影（岩崎志保）
- Wake Up, Girls! Beyond the Bottom（岩崎志保）

2016年
- 劇場版 艦隊Collection（北上、大井、古鷹、加古）

2019年
- 薄暮（岡村）

### OVA
2014年
- 惡魔的謎語 第十三問（番場真晝、番場真夜）
- 輕鬆百合 夏日時光！（歲納京子）

2015年
- 襲來！美少女邪神F（暮井珠緒）

2018年
- 賽馬娘 Pretty Derby BNW的誓言（大樹快車）

2019年
- 輕鬆百合、（歲納京子）

2021年
- 賽馬娘四格（大樹快車） - Blu-ray BOX新作動畫

### 網路動畫
2012年
- 中二病也想談戀愛！Lite（美香）

2014年
- 中二病也想談戀愛！戀 Lite（美香）

2019年
- 迷你百合（歲納京子）

2020年
- 偶像大師 灰姑娘女孩劇場 Extra Stage（三村加奈子）

2022年
- CINDERELLA GIRLS 10th Anniversary Celebration Animation ETERNITY MEMORIES（三村加奈子）

2024年
- GIRLS' FIST!!!! GT（岡田夕奈[5]）

### 遊戲
2011年
- 蒼空之Frontier

2012年
- 女友伴身邊（掛井園美）

2013年
- 樱花莊的宠物女孩（中野乙羽）
- 偶像大師 灰姑娘女孩（三村加奈子）
- Vividred Operation -Hyper Intimate Power-（三枝若葉）
- 襲來！美少女邪神 難以名狀的遊戲物體（暮井珠緒）
- 艦隊Collection -艦Colle-（伊勢、日向、飛鷹、隼鷹、古鷹、加古、大井、北上）

2014年
- Wake Up, Girls! 舞台天使（岩崎志保）
- 巴哈姆特之怒（妮雅）
- BREAK雀BURST（櫻）
- 花舞少女 夜來舞LIVE！（西御門多美）

2015年
- 偶像大師 灰姑娘女孩 星光舞台（三村加奈子）
- 蘇菲的鍊金工房～不可思議書的鍊金術士～（愛莉婕‧弗利）

2016年
- 祝姬（美濃部鼎）
- 女友伴身邊（♪）（掛井園美[6]）
- Drift Girls（伊谷明日香[7]）
- Lilycle Rainbow Stage!!!（織部伊吹[8]）

2020年
- 寶可夢大師（葉子）

### 手機遊戲
- 我家公主最可愛（海賊姬 梅雅莉·多雷克）
- 合奏女孩（双葉みづき）
- Hortensia SAGA 蒼之騎士團（テレジア）
- 少女前線（建築師）
- 閃耀幻想曲（西御門多美）

### 廣播節目
- （超!A&G+）
- （2011年－2016年、大阪廣播、HiBiKi Radio Station、音泉）
- Haamiraji!!（2012年－2015年，超!A&G+）
- Rajikame STATION+（2012年，超!A&G+）
- 真禮、由佳的「秋葉原漫畫部」（2012年，Rajikame STATION！）
- Vividred Radioperation（2012年－2013年，HiBiKi Radio Station、音泉）
- 襲來！美少女邪神W  難以名狀的廣播物體（2013年，HiBiKi Radio Station、音泉）
- SweetDiva的要成為世界最強廣播！（2013年－2014年，大阪廣播、HiBiKi Radio Station，Niconico頻道）
- Uiaka廣播♪歡迎來到南青山魔法學園放送部（2013年－2014年，YouTube內Uiaka廣播頻道）
- BREAK雀BURSTてんぱり!（2014年，fun廣播）
- 由佳、亞理沙、奈美的M廣播!!（2014年－2017年、Marine ENTERTAINMENT）
- 禁忌的瑪格娜RADIO 第3回－第4回（2014年，音泉）
- SEGA Networks Hour 村川梨衣・大坪由佳的村坪研究所（2015年－2016年，文化放送、超!A&G+）
- YU NO MI的You kNow Me!!!（2015年－2017年、超!A&G+）
- 村坪研究室（2016年 －- 2017年、文化放送「せがあぷラジオ」內）
- BOGAfamiglia（2016年－2018年、animate Times、NICONICO動畫）[9]
- 石上靜香與大坪由佳的廣播賞大獎賽！（2017年，超A&G+、大阪廣播、音泉、HiBiKi Radio Station、animate Times）
- 大坪由佳、青山吉能的週末要做什麼？（2018年－2019年，FRESH! 響頻道）
- 大坪由佳、青山吉能的週末要做什麼！？（2019年－，Niconico頻道、響廣播頻道）

### 影像商品
- 秋葉原聲優祭典 THE MOVIE（2012年）
- Hmiraji!! DVD VOL.1 - 4（2012年－2015年）
- （2012年）
- 〜德國篇〜 / 〜香港篇〜（2012年）
- （2012年）
- 裏漫研社（2013年）
- DVD生漫研社 〜Comic 84版!!!（2013年）
- 電視動畫「Aiura」Aiura廣播 完全版光碟（2013年）
- 音mart presents 聲優綜藝 從床上傳達給你!〜夏天的回憶SP〜（2013年）
- （2013年）
- （2013年）
- 廣播 偶像大師 灰姑娘女孩「灰姑娘廣播」DVD Vol.2 - 3（2013年）
- THE IDOLM@STER CINDERELLA GIRLS 1stLIVE WONDERFUL M@GIC!!（2014年）[10]
- 碧、沙織的成人式(｀・ω・´)2014（2015年）
- Wake Up, Girls! 1st LIVE TOUR 素人臭くてごめんね!/Wake Up, Girls! Festa.2014 Winter 〜Wake Up, Girls! VS I-1club〜（2015年）
- 花舞少女 花彩夜來舞祭 二組目（2015年）
- （2015年）
- 露營篇 / 篇（2015年）
- （2015年）
- THE IDOLM@STER CINDERELLA GIRLS 3rdLIVE 灰姑娘舞會 -Power of Smile- Blu-ray BOX（2016年）[11]
- MARINE COLLECTION LIVE 2016 TWINKLING+ STAR MUSIC VIDEO（2016年）
- （2016年）
- 大久保瑠美、原紗友里 青春學園 Girls High↑↑Fan disc Vol.2 課外授業 〜夏天的回憶〜（2016年）
- 月歌。Girls Live 2016 in 橫濱（2017年）
- 聲優○○道 〜我們開始玩生存遊戲。〜（2017年）
- 灼熱的桌球娘 特別活動 雀原中學VS伯勞山中學（2017年）
- （2017年）
- THE IDOLM@STER CINDERELLA GIRLS 4thLIVE TriCastle Story Blu-ray BOX（2017年）

### 廣播CD
- 真禮、由佳的「秋葉原漫畫部」DJCD VOL.1（2012年）
- Vividred Radioperation Vol.1－3（2013年）
- 廣播CD「襲來！美少女邪神W  難以名狀的廣播物體」（2013年）
- SweetDiva的要成為世界最強廣播！ 〜紅色區域〜（2014年）
- SweetDiva的要成為世界最強廣播！ 〜藍色區域〜（2014年）
- 廣播CD「惡魔的謎語」廣播〜黑組通信〜（2014年）
- BOGAfamiglia  DJCD-ROM〜再不買就結束了！〜（2017年）
- BOGAfamiglia  DJCD-ROM〜多虧了大家〜（2018年）

### 廣告
- GREE「ILOG篇」
- Comptiq
  - 2015年10月號（《艦隊Collection -艦Colle-》「日向」）
  - 2018年2月號（《艦隊Collection -艦Colle-》「北上」）
- 愛貝克思影業（2017年，美月[12]）
- KADOKAWA 「艦Colle」營運鎮守府 官方月曆二○一九（2018年，伊勢、日向[13]）

### 活動
- 偶像大師 灰姑娘女孩 2周年記念活動（2013年11月28日[14]）

### 其他
- 溫泉女孩（岩木亞呂羽）

## 外部連結
- 事務所公開簡歷 （页面存档备份，存于）（日語）
- （日語）
- 大坪由佳的X（前Twitter）